# Johannes der Täufer (Hummelshain)

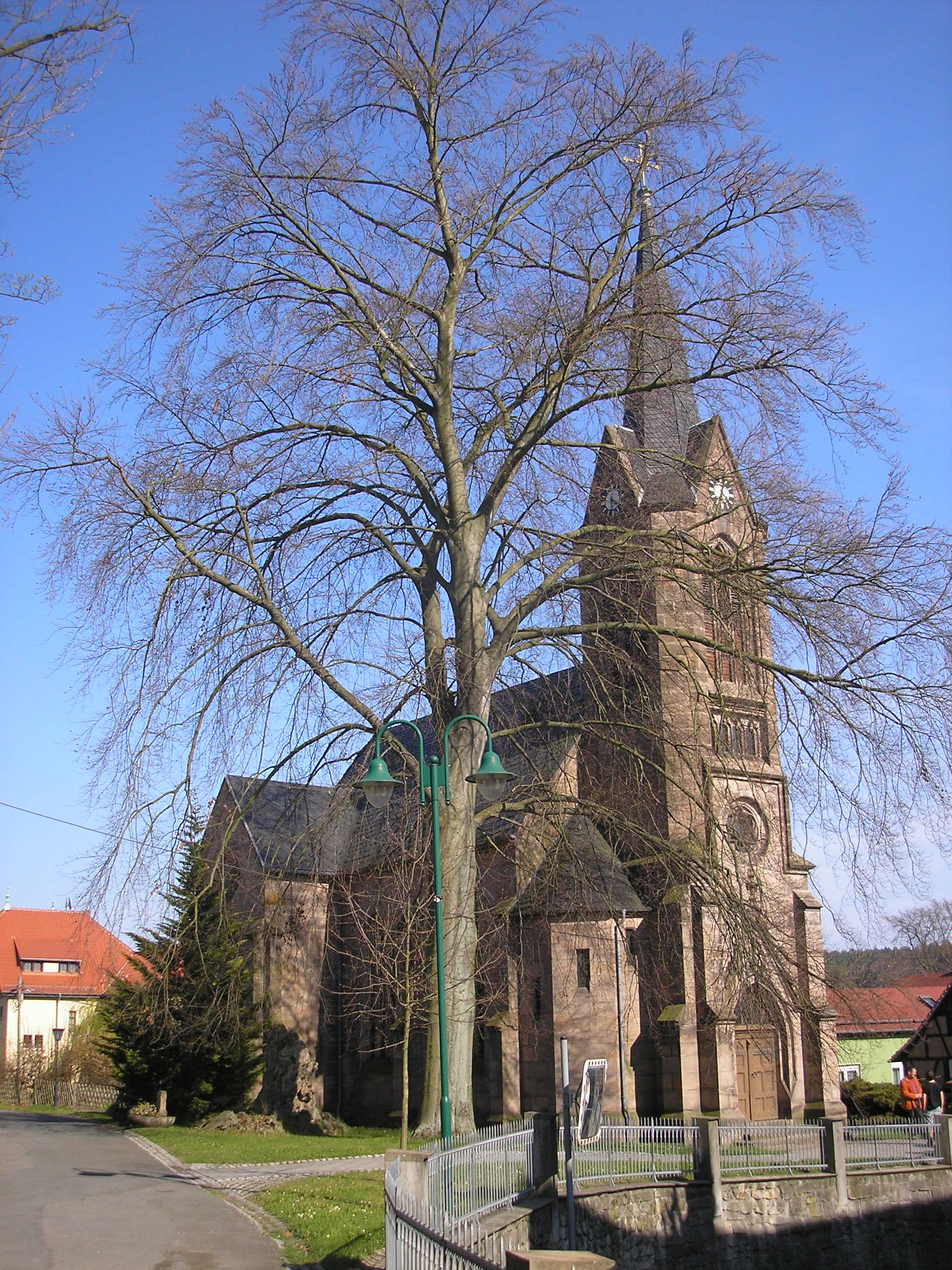
Die Kirche

Die Kirche Johannes der Täufer ist die evangelische Kirche der Gemeinde Hummelshain im Saale-Holzland-Kreis in Thüringen. Sie gehört zum Pfarrbereich Trockenborn im Kirchenkreis Eisenberg der Evangelischen Kirche in Mitteldeutschland.

## Lage
Die Kirche steht in prädestinierter Lage mitten im Dorf, umgeben von Schlössern, Parks und den Anwesen der Bürger.

## Geschichte
Die  1894 auf dem Platz eines Vorgängerbaus errichtete Saalkirche mit Ostchor und Westturm ist dem benachbarten neugotischen Jagdschloss im Äußeren wie im Inneren angepasst. Die Fenster im Chor sind Christus gewidmet. Im Besitz der Kirche befinden sich sakrale Schnitzereien von 1491. Die Orgel wurde 1794 von Christian August Gerhard aus Lindig erbaut und dann dem Neubau angepasst eingebaut. Die Glocken wurden im Krieg eingeschmolzen. Der Stahlglockenersatz, der sich jetzt zur Ansicht vor dem Portal befindet, war 2002 durch neue Bronzeglocken ersetzt worden.